# Monaster św. Mikołaja na Słupie w Kijowie
Monaster św. Mikołaja na Słupie – męski monaster w Kijowie, założony według legendy przez księcia Mścisława w 1113, zniszczony przez władze stalinowskie w latach 30. XX wieku.

## Historia
Według legendy w 1113 Mścisław zabłądził podczas polowania i odnalazł drogę w gęstym lesie dzięki pojawieniu się św. Mikołaja, którego postać ukazała się niespodziewanie na przydrożnym słupie. Książę postanowił upamiętnić to wydarzenie wznosząc drewnianą cerkiew, określaną popularnie Małym Mikołajem. Nie wiadomo, kiedy dokładnie przy cerkwi powstała prawosławna wspólnota monastyczna. Był to jeden z bogatszych i większych monasterów w Kijowie – obszar należący do wspólnoty rozciągał się od brzegu Dniepru do Askoldowej Mogiły.
Znaczącej rozbudowy klasztoru dokonał Iwan Mazepa, który sfinansował przebudowę starej cerkwi oraz nowy sobór św. Mikołaja. Obok wzniesiona została dzwonnica, budynek mieszkalny dla mnichów, refektarz oraz osobny budynek przeznaczony dla przełożonego wspólnoty. Z rozbudową obiektu wiązał się liczebny wzrost wspólnoty. W związku z tym w 1732 metropolita kijowski Rafał podzielił monaster na dwa mniejsze. W XIX wieku miała miejsce znacząca przebudowa „Małego Mikołaja”, która zatarła cechy architektury barokowej cerkwi. W 1874 zbudowano również nową, trójkondygnacyjną dzwonnicę. Wcześniej, w 1831 r., tym czasie monaster stracił część posiadanych pierwotnie majątków. Obszar zajmowany przez klasztor został bowiem włączony przez władze rosyjskie do budowanej twierdzy. Sobór ufundowany przez Mazepę został cerkwią wojskową. Na początku XX wieku mnisi posiadali jedynie obszar Askoldowej Mogiły i jej najbliższej okolicy.
W latach 30. XX wieku monaster został zamknięty, a jego zabudowania rozebrane. Nie jest znana dokładna data zniszczenia obiektów, jednak musiały one zostać rozebrane przed rokiem 1937, kiedy ukończony został proces urządzania parku na terenie Askoldowej Mogiły.